# Чучко Михайло Костянтинович
Чучко Михайло Костянтинович (* 11 листопада 1972, смт Путила Чернівецької області) — український історик, етнограф, доктор історичних наук, професор.

## Біографічні відомості
Михайло Чучко народився 11 листопада 1972 року у селищі Путила Чернівецької області у родині художників. Початкову та середню освіту здобував у школах смт Путила Чернівецької області, м. Нефтеюганськ — СШ N2, N9 (Російська Федерація) та смт Лужани Кіцманського району Чернівецької області. У 1989 р. вступив на історичний факультет Івано-Франківського державного педагогічного інституту ім. В. Стефаника. У 1994 р., після закінчення навчання у Прикарпатському університеті ім. В. Стефаника (м. Івано-Франківськ), розпочав трудову діяльність у Чернівецькому музеї народної архітектури і побуту на посаді старшого наукового співробітника відділу етнографії. У 1995 р. призначений завідувачем етнографічного відділу. Впродовж 1998—2000 рр. працював заступником голови Робочої групи з підготовки матеріалів до тому «Зводу пам'яток історії і культури по Чернівецькій області».

## Наукова та педагогічна діяльність
21 червня 2000 р. в Інституті мистецтвознавства, фольклористики та етнології ім. М. Т. Рильського НАН України у м. Києві захистив кандидатську дисертацію зі спеціальності етнологія (07.00.05) на тему «Буковинська дерев'яна культова архітектура XVII-XIX ст.(До проблеми взаємовпливів народних традицій та церковних канонів)».17 січня 2001 р. рішенням президії ВАК України присуджено науковий ступінь кандидат історичних наук.
З 1 листопада 2000 р. працює на історичному факультеті Чернівецького національного університету ім. Юрія Федьковича: завідувачем етнографічного музею історичного факультету (2000—2002), асистентом (2002—2003), доцентом (2003—2011) кафедри етнології, античної та середньовічної історії. У 2006 р. присвоєно вчене звання доцент.
24 жовтня 2008 р. у спеціалізованій раді Чернівецького національногоу ніверситету захистив докторську дисертацію зі спеціальності всесвітня історія (07.00.02) на тему «Соціорелігійні аспекти повсякденного життя православного населення північної частини Молдавського воєводства та австрійської Буковини(друга половина XIV-початок XX ст.)». 28 квітня 2009 р. рішенням ВАК України присуджено науковий ступінь доктор історичних наук.
1 квітня 2011 р. переведений на посаду професора кафедри етнології та середньовічної історії факультету історії, політології та міжнародних відносин Чернівецького національного університету імені Юрія Федьковича за контрактом, як обраний за конкурсом. У 2012 р. присвоєно вчене звання професор.
З 1 лютого 2013 р. по 2 березня 2015 р. — в. о. завідувача кафедри етнології, античної та середньовічної історії ЧНУ. З 3 березня 2015 року — завідувач кафедри етнології, античної та середньовічної історії (з 30 листопада 2015 року кафедра змінила  назву на історії стародавнього світу, середніх віків та музеєзнавства). 25 лютого 2020 р. був переобраний на посаду завідувача кафедри історії стародавнього світу, середніх віків та музеєзнавства ( контракт укладено 03.03.2020). З 1 жовтня 2020 р., у зв'язку з приєднанням кафедри історії стародавнього світу, середніх віків та музеєзнавства до кафедри історії нового та новітнього часу, обійняв посаду професора кафедри історії нового та новітнього часу. З 4 листопада 2020 р. - професор кафедри всесвітньої історії.
Доктор Церковної історії  зі спеціальності "Церковна історія" (науковий ступінь присуждено рішенням спеціалізованої Вченої ради Чернівецького православного богословського інституту від 29 червня 2018 р., протокол № 01).
Нагороджений Почесною грамотою Чернівецької обласної державної адміністрації (2010) та грамотою чернівецького міського голови (2015). Почесний краєзнавець України (2015). У 2022 р. за багаторічну сумлінну працю відзначений подякою ректора ЧНУ.

## Наукові інтереси вченого
Пріоритетними напрямками наукових інтересів Михайла Чучка є культове будівництво на Буковині, а також соціально-релігійне життя православного населення північних волостей Молдавської землі та австрійської провінції Буковина, історія Буковинської Митрополії в румунський період, адміністративний устрій та урядування в Молдавському воєводстві, історія торгівлі та митної справи.

## Основні публікації
Автор 135 наукових публікацій та 6 навчально-методичних розробок. У тому числі праць:
- «И възят Бога на помощь»: соціально-релігійний чинник в житті православного населення північних волостей Молдавского воєводства та австрійської Буковини (епоха пізнього середньовіччя та нового часу)» (2008);
- «Православні культові споруди Буковини: Дерев'яні церкви та дзвіниці середини XIV — початку XX століть» (2011);
- «Православна обитель над Прутом: минуле і сьогодення чоловічого монастиря Різдва Пресвятої Богородиці «Гореча» в Чернівцях» (2012);
- «Вознесенська церква в Лужанах: історія, архітектура та опорядження найдавнішої пам'ятки середньовічного культового будівництва в північній частині Буковини» (2006);
- «У горнилі випробувань: Православна Церква на Буковині в 1914—1919 рр.» (2015).
- Автор тексту до фотоальбому «Чернівецький національний університет імені Юрія Федьковича (Резиденція православних митрополитів Буковини і Далмації) = Yuriy Fedkovych Chernivtsi National University (The Residence of the Ortodox Metropolitans of Bukovyna and Dalmatia)» (2012).
- «Козмин (1497): буковинська перемога Штефана Великого» (2019).
- «Історія і сьогодення Православної Церкви на Буковині: до питання про адміністративно-територіальний устрій та духовне підпорядкування єпархіальних структур краю в середині XIV – на початку XXI ст.» (2020).

Співавтор книг:
- «Ринки та ярмарки буковинської столиці» (2009);
- «Історія митної справи на Буковині (XIII— початок XXI ст.)» (2009);
- «Чернівці: Історія і сучасність (Ювілейне видання до 600-річя першої писемної згадки про місто)» [колективна монографія].- (автор розділу  «Чернівецькі дерев'яні церкви XVIII ст.: історія спорудження, архітектура, доля») (2009);
- «Історія розвитку органів влади на території Чернівецької області» [колективна монографія].- (автор розділу «Молдавське урядування на території Цецинськоі/ Чернівецької, Сучавськоі та Хотинськоі волостей») (2014).
- «Раймунд Фрідріх Кайндль. Розвідки з нагоди 150-ліття від дня народження» (2016).
- «Етнокультурний та етнополітичний ландшафт прикордонних регіонів України, Молдови та Румунії: історична ретроспектива і сучасний стан»  [колективна монографія].- (автор параграфів  «Православна церква на Буковині в середині XX – на початку XXI ст.: особливості розвитку єпархіальних структур в українській та румунській частинах краю», «Становище Чернівецько-Буковинської єпархії Української Православної Церкви в умовах викликів кінця XX – початку XXI ст.», «Відновлення і сучасний стан архієпископства Сучавського й Радівецького Румунської Православної Церкви») (2018).
- «Хотин 1621. Війна і пам'ять» (автор розділу «Хотинська війна 1621 року і придунайські князівства: воєнний та дипломатичний аспекти участі Молдавії і Валахії у польсько-османському конфлікті») (2022).
- «Велика війна 1914–1918 рр.: осмислення трагічного досвіду: колективна монографія» (автор підрозділу «Становище Чернівецької архієпархії Буковинсько-Далматинської митрополії в роки Першої світової війни» (2024).
- «Євгеній Козак (1857-1933): життя та науковий доробок ректора Чернівецького університету, професора-славіста, священнослужителя (До 150-річчя з дня заснування університету в Чернівцях)» ( 2025).